# 6434 Джевітт
6434 Джевітт (6434 Jewitt) — астероїд головного поясу, відкритий 26 липня 1981 року.
Тіссеранів параметр щодо Юпітера — 3,494.